# David Goodall
David William Goodall (Edmonton, Inglaterra; 4 de abril de 1914-Basilea, Suiza; 10 de mayo de 2018) fue un botánico y ecólogo australiano. Influyó en el desarrollo temprano de métodos numéricos en ecología, particularmente el estudio de la vegetación.

## Educación
Completó su grado de ciencia en 1935, seguido por un doctorado en filosofía en 1941, ambos en la Universidad de Londres (Imperial College of Science and Technology).

## Vida personal
Defendió la legalización de la eutanasia voluntaria, siendo miembro por más de veinte años de Exit International, una organización sin ánimo de lucro fundada en 1997 que aboga por la legalización de la eutanasia. El 30 de abril de 2018, Goodall anunció su viaje a Suiza para someterse a la eutanasia, declarando lo siguiente: «Mi sentimiento es que una persona mayor como yo debe beneficiarse de sus plenos derechos de ciudadano, incluido el derecho al suicidio asistido».
Falleció mediante suicidio asistido en la ciudad de Basilea, al serle administrado Nembutal.